# Девлет-Сарай

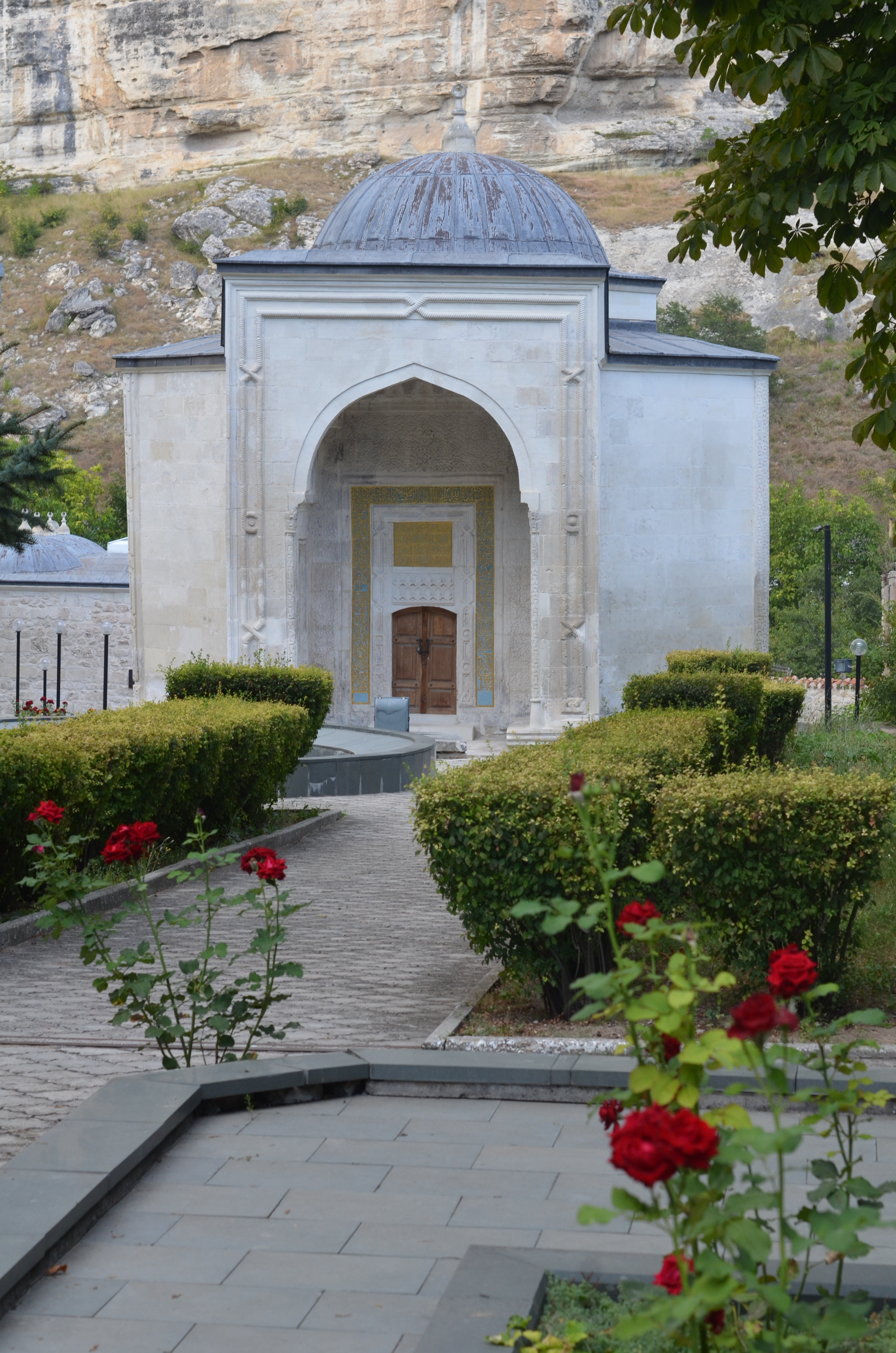
Дюрбе Хаджи Герая

Девлет-Сарай — историко-культурный комплекс, расположенный в Салачике (Староселье) на окраине Бахчисарая, на территории дворцового комплекса второй столицы Крымского ханства.

## Описание
Состоит из объектов дворцового комплекса, который был на этом месте со второй половины XV века. Сегодня открыт для осмотр мавзолей (дюрбе) первых Гераев (1501), в котором похоронены восемнадцать членов правящей семьи, в том числе Хаджи I Герай (умер в 1466 г.), его сын Менгли I Герай (умер в 1515 г.) и внук Сахиб I Герай (умер в 1551 г.)
Рядом с мавзолеем находятся руины мечети, вероятно, XV в. Здесь же размещено здание единственного сохранившегося в Крыму высшего учебного заведения Ханского времени — Зынджирлы-медресе (1500—1501). По соседству с медресе 2008 г. выявлены и сейчас открыты для обозрения руины ханских бань (хаммам) XV века. Кроме объектов периода Крымского ханства, на этой территории есть могила выдающегося крымскотатарского просветителя, редактора и писателя-публициста Исмаила Гаспринского, а также новое здание медресе Зынджырлы (1909), в которой расположился Музей истории крымскотатарской государственности, науки и культуры «Девлет» (Отдел Крымского исторического музея «Ларишес») и Научно-исследовательский центр музея. Коллекцию музея «Ларишес» начали формировать с 2004 г. во Франции, однако существовала она в формате интернет-музея. Сегодня она насчитывает более 1 500 оригиналов ценнейших экспонатов XIII—XX вв., приобретённых основателем музея «Ларишес» Гулливером Альтиным в 35-ти странах мира, в более 300 городах